# Polycardia libera
Polycardia libera là một loài thực vật có hoa trong họ Dây gối. Loài này được O. Hoffm. miêu tả khoa học đầu tiên năm 1881.